# Морально-психологічне забезпечення в українському війську
Морально-психологічне забезпечення (МПЗ) у військових формуваннях України — це:
1. система заходів, спрямованих на формування й підтримання високого морального духу армії, морально-психологічного стану й дисципліни особового складу, військового правопорядку, згуртування військових колективів і протидію інформаційно-психологічному впливу противника[1]
2. комплекс узгоджених за цілями, часом, послідовністю, силами та засобами заходів, що здійснюються командирами, штабами, органами виховної роботи, службами для досягнення високого морального духу особового складу, який забезпечує успішне виконання службово-бойових завдань в умовах мирного і воєнного часу [с. 11][2].

## Історія
На початку російсько-української війни 2014 року велика кількість українських бійців не була морально готовою застосувати зброю проти супротивника. Військовий історик Василь Павлов згодом назвав це проблемою.
У 2018 році Путін присвоїв низку почесних найменувань частинам Збройних сил РФ, використавши назви українських і не тільки міст поруч із гвардійськими титулами. Це в Україні оцінили як стратегічний план реанімації імперії, закамуфльований під «збереження військово-історичних традицій». Українське військо в цей час будувало власну націоцентричну та автентично-історичну платформу. Його головними складниками були декомунізація та створення військово-історичних традицій, окремішніх від російських чи радянських версій.
З 2019 року український сержантський корпус почав отримувати підвищення кваліфікації за фахом морально-психологічного забезпечення, що отримували раніше лише офіцери (ВОС 915). В Національному університеті оборони України вперше проведено підвищення кваліфікації осіб сержантського (старшинського) складу з питань морально-психологічного забезпечення] МОУ 20.03.2019, 21.03.2019 
На 2019 рік у Збройних силах продовжували розвиватися ідеї тяглості від Армії УНР: була запроваджена низка почесних найменувань для військових формувань, проведені паралелі із подіями, які відбувалися під час української революції. Українські війська прийняли нововведення в одностроях: десантно-штурмові війська прийняли маруновий берет замість колишнього блакитного.
Влітку 2023 року обговорювали ймовірну ліквідацію або розформування Головного управління МПЗ ЗСУ. Серед причин озвучувалося, що посадові особи МПЗ винні в покиданні позицій особовим складом, самовільному залишенні частин, аморальній поведінці (вживанні спиртних та наркотичних речовин) і навіть корупції в підрозділах.

## Напрямки роботи
Морально-психологічна робота відбувається за кількома напрямками: інформаційно-пропагандистська, психологічна, військово-соціальна, культурно-виховна робота, а також інформаційно-психологічна протидія.[с. 28][с. 15]
Головними задачами є робота з особовим складом: прогнозування та оцінювання морального духу, морально-психологічного стану, психологічну підготовку, психологічну допомогу особовому складу, який отримав бойові психічні травми, а також соціально-психологічну реабілітацію та реадаптацію військовослужбовців.[с. 23]

### Номативні документи
- Указ Президента України «Про Концепцію виховної роботи у Збройних Силах та інших військових формуваннях України» від 04.09.1998 № 981/98
- Наказ Міністра оборони України «Про затвердження Концепції морально-психологічного забезпечення підготовки та ведення операцій (бойових дій) Збройних Сил України», від 05.05.1999 року № 142.